# Kpomassè (arrondissement)
Kpomassè är ett arrondissement i kommunen Kpomassè i Benin. Den hade 9 240 invånare år 2002.